# Jelle Maas
Jelle Maas (Oosterhout, 19 de febrero de 1991) es un deportista neerlandés que compite en bádminton, en la modalidad de dobles.
Ganó una medalla de bronce en los Juegos Europeos de Minsk 2019 y una medalla de bronce en el Campeonato Europeo de Bádminton de 2018.

## Palmarés internacional
| Juegos Europeos    | Juegos Europeos     | Juegos Europeos   | Juegos Europeos |
| Año                | Lugar               | Medalla           | Prueba          |
| ------------------ | ------------------- | ----------------- | --------------- |
| 2019               | Minsk (Bielorrusia) | Medalla de bronce | Dobles          |
| Campeonato Europeo |                     |                   |                 |
| Año                | Lugar               | Medalla           | Prueba          |
| 2018               | Huelva (España)     | Medalla de bronce | Dobles          |